# Qualificazioni al campionato mondiale femminile di calcio 2015 - UEFA - Fase a gironi, gruppo 3
Il gruppo 3 della sezione UEFA della qualificazioni al campionato mondiale femminile di calcio 2015 è composto da sei squadre: Danimarca, Islanda, Israele, Malta, Serbia e Svizzera.

## Classifica finale
| Pos | Squadra   | Pt | G  | V | N | P  | GF | GS | DR  |
| --- | --------- | -- | -- | - | - | -- | -- | -- | --- |
| 1.  | Svizzera  | 28 | 10 | 9 | 1 | 0  | 53 | 1  | +52 |
| 2.  | Islanda   | 19 | 10 | 6 | 1 | 3  | 29 | 9  | +20 |
| 3.  | Danimarca | 18 | 10 | 5 | 3 | 2  | 25 | 6  | +19 |
| 4.  | Israele   | 12 | 10 | 4 | 0 | 6  | 9  | 27 | -18 |
| 5.  | Serbia    | 10 | 10 | 3 | 1 | 6  | 16 | 34 | -18 |
| 6.  | Malta     | 0  | 10 | 0 | 0 | 10 | 0  | 55 | -55 |

## Risultati
| Arbitro: | Morag Pirie |

|                                                                                             |           |  |
| Bachmann 13’, 83’ Crnogorčević 21’, 61’, 81’, 87’ Dickenmann 36’ (rig.) Wälti 38’ Bürki 75’ | Marcatori |  |

| Arbitro: | Christine Baitinger |

|  |           |                                   |
|  | Marcatori | 9’ Bachmann 54’ (rig.) Dickenmann |

| Arbitro: | Rhona Daly |

|             |           |            |
| Čubrilo 20’ | Marcatori | 19’ Harder |

| Arbitro: | Hilal Tuba Tosun |

|                       |           |  |
| Sofer 51’ Shelina 60’ | Marcatori |  |

| Arbitro: | Anastasija Pustovojtova |

|          |           |                                  |
| Ilić 68’ | Marcatori | 19’ Vidarsdóttir 43’ Ómarsdóttir |

| Arbitro: | Pernilla Larsson |

|  |           |              |
|  | Marcatori | 26’ Bachmann |

| Arbitro: | Sofia Karagiorgi |

|  |           |                                                        |
|  | Marcatori | 7’ S. Nielsen 26’, 66’ Nadim 34’ Harder 86’ K. Nielsen |

| Arbitro: | Marija Kurtes |

|                                  |           |                   |
| Fridman 26’ Falkon 38’ Sofer 67’ | Marcatori | 3’ (rig.) Podovac |

| Arbitro: | Teodora Albon |

|  |           |                                                            |
|  | Marcatori | 6’, 28’, 36’ Humm 45’ (rig.) Dickenmann 90+3’ Crnogorčević |

| Arbitro: | Zuzana Štrpková |

|  |           |                                         |
|  | Marcatori | 3’ Damnjanović 38’ Čubrilo 84’ Čanković |

| Arbitro: | Vesna Budimir |

| |           |  |
| Bachmann 4’ Dickenmann 13’, 45+4’, 90+3’ Moser 17’, 62’ Remund 31’ Abbé 39’ Kiwic 41’ Humm 59’, 85’ | Marcatori |  |

| Arbitro: | Monika Mularczyk |

|  |           |                    |
|  | Marcatori | 60’ Brynjarsdóttir |

| Arbitro: | Sjoukje de Jong |

|  |           | |
|  | Marcatori | 2’, 23’, 60’ Þorsteinsdóttir 15’ Lárusdóttir 33’, 90+4’ Brynjarsdóttir 64’ Friðriksdóttir 87’ Óladóttir |

| Arbitro: | Cristina Dorcioman |

|                       |           |            |
| Dickenmann 64’ (rig.) | Marcatori | 51’ Røddik |

| Arbitro: | Olga Zadinová |

|  |           |                         |
|  | Marcatori | 36’ M. Fridman 60’ Lavi |

A Israele venne assegnata la vittoria per 3-0 contro Malta per aver impiegato una giocatrice ineleggibile, Dorianne Theuma. L'incontro originariamente si concluse con la vittoria di Israele per 2–0.
| Arbitro: | Kateryna Monzul' |

|                                       |           |  |
| Bernauer 33’ Bürki 69’ Dickenmann 80’ | Marcatori |  |

| Arbitro: | Stéphanie Frappart |

|                                                  |           |                    |
| Rasmussen 9’ (rig.) Knudsen 10’ Christiansen 83’ | Marcatori | 58’ (rig.) Podovac |

| Arbitro: | Katalin Kulcsár |

|                                                                               |           |  |
| Humm 29’ Kiwic 32’ Bachmann 35’, 39’ Moser 37’ Bürki 59’, 84’, 86’ Abbé 90+1’ | Marcatori |  |

| Arbitro: | Zuzana Kováčová |

|                                                    |           |  |
| Ilić 4’ Čanković 28’ Savanović 42’ Krstić 67’, 74’ | Marcatori |  |

| Arbitro: | Riem Hussein |

|               |           |                 |
| Rasmussen 35’ | Marcatori | 28’ Lárusdóttir |

| Arbitro: | Morag Pirie |

|  |           |                                                            |
|  | Marcatori | 35’, 86’ Nielsen 48’ Harder 56’ Troelsgaard 90+3’ Pedersen |

| Arbitro: | Eleni Lampadariou |

|  |           |                                                                                   |
|  | Marcatori | 5’ Bachmann 21’, 51’ Dickenmann 48’ Moser 60’ Crnogorčević 76’ Humm 81’ Betschart |

| Arbitro: | Séverine Zinck |

|                                                                     |           |  |
| Magnúsdóttir 12’ Jensen 20’, 86’ Lárusdóttir 40’ Brynjarsdóttir 64’ | Marcatori |  |

| Arbitro: | Aneliya Sinabova |

|                                |           |  |
| Smiljković 31’, 34’ Bradić 82’ | Marcatori |  |

| Arbitro: | Teodora Albon |

|  |           |            |
|  | Marcatori | 58’ Harder |

| Arbitro: | Elia Martínez |

|                                                                                    |           |  |
| Røddik 5’ (rig.), 89’ Rasmussen 17’, 50’ Knudsen 27’ Nadim 28’, 67’ Sørensen 45+1’ | Marcatori |  |

| Arbitro: | Gyöngyi Gaál |

|                                                          |           |  |
| Brynjarsdóttir 2’ Friðriksdóttir 26’ Gunnarsdóttir 90+1’ | Marcatori |  |

| Arbitro: | Gordana Kuzmanović |

|  |           |                                                  |
|  | Marcatori | 10’, 84’, 87’ (rig.) Crnogorčević 52’, 68’ Bürki |

| Arbitro: | Anastasija Pustovojtova |

|  |           |            |
|  | Marcatori | 10’ Falkon |

| Arbitro: | Efthalia Mitsi |

| |           |             |
| Þorsteinsdóttir 7’, 71’ Viggósdóttir 10’ Hönnudóttir 27’, 72’ Ásgrímsdóttir 58’ Brynjarsdóttir 63’, 84’ Helgadóttir 67’ (rig.) | Marcatori | 60’ Čubrilo |

## Statistiche

### Classifica marcatrici
10 reti
- Lara Dickenmann (4 rig.)

9 reti
- Ana-Maria Crnogorčević (1 rig.)

8 reti
- Ramona Bachmann

7 reti
- Dagný Brynjarsdóttir

- Vanessa Bürki

- Fabienne Humm

5 reti
- Harpa Þorsteinsdóttir

4 reti
- Pernille Harder
- Nadia Nadim

- Johanna Rasmussen

- Martina Moser

3 reti
- Line Røddik Hansen (1 rig.)
- Karoline Smidt Nielsen

- Dóra María Lárusdóttir

- Jelena Čubrilo

2 reti
- Mariann Gajhede Knudsen
- Sanne Troelsgaard Nielsen
- Fanndís Friðriksdóttir
- Elín Jensen

- Lee Falkon
- Moran Fridman
- Daniel Sofer
- Jelena Čanković

- Tijana Krstić
- Danka Podovac (2 rig.)
- Caroline Abbé
- Rahel Kiwic

1 rete
- Nanna Christiansen
- Sofie Junge Pedersen
- Simone Boye Sørensen
- Arna Sif Ásgrímsdóttir
- Sara Björk Gunnarsdóttir
- Þóra Björg Helgadóttir (1 rig.)
- Rakel Hönnudóttir
- Guðmunda Brynja Óladóttir

- Katrín Ómarsdóttir
- Hólmfríður Magnúsdóttir
- Margrét Lára Viðarsdóttir
- Glódís Perla Viggósdóttir
- Rachel Shelina Israel
- Moran Lavi
- Biljana Bradić
- Jovana Damnjanović

- Indira Ilić
- Marija Ilić
- Aleksandra Savanović
- Vesna Smiljković
- Vanessa Bernauer
- Sandra Betschart
- Nicole Remund
- Lia Wälti